# Sultan Said Khan
Sultan Said Khan (1487–1533) lebte in Mogulistan, gründete 1514 das Yarkant-Khanat und war bis 1533 dessen erster Khan.
Er war mogulischer Dschingiside, genauer Tschagataide, ein Nachfahre von Tughluk Timur, Enkel von Yunus Khan und pflegte enge Kontakte zu seinem Cousin Babur, dem Gründer des Moghul-Reichs in Indien.
Er eroberte noch einmal das gesamte Tarim-Becken und das Siebenstromland. Er schickte Mirza Muhammad Haidar von der Dughlat-Familie 1531 aus, um Kaschmir zu erobern.
1529 zog er in einem Feldzug nach Badachschan und 1532 nach Ladakh; dort starb er 1533.